# الخفر (حرض)

تعديل مصدري - تعديل

الخفر هي إحدى قرى عزلة الفج بمديرية حرض التابعة لمحافظة حجة، بلغ تعداد سكانها 342 نسمة حسب تعداد اليمن لعام 2004.